# Епархия Озаску
 Епархия Озаску  (лат. Dioecesis Osascana) — епархия Римско-Католической церкви с центром в городе Озаску, Бразилия. Епархия Озаску входит в митрополию Сан-Паулу. Кафедральным собором епархии Озаску является церковь святого Антония Падуанского.

## История
15 марта 1989 года Римский папа Иоанн Павел II выпустил буллу «Coram ipsimet Nos», которой учредил епархию Озаску, выделив её из архиепархии Сан-Паулу.

## Ординарии епархии
- епископ Francisco Manuel Vieira (15.03.1989 — 24.04.2002)
- епископ Ercílio Turco (24.04.2002 — 16.04.2014)
- епископ João Bosco Barbosa de Sousa, O.F.M. (с 16.04.2014)

## Источник
- Annuario Pontificio, Libreria Editrice Vaticana, Città del Vaticano, 2003, ISBN 88-209-7422-3
- Булла Coram ipsimet Nos  (лат.)